# Elektropermanente magneet

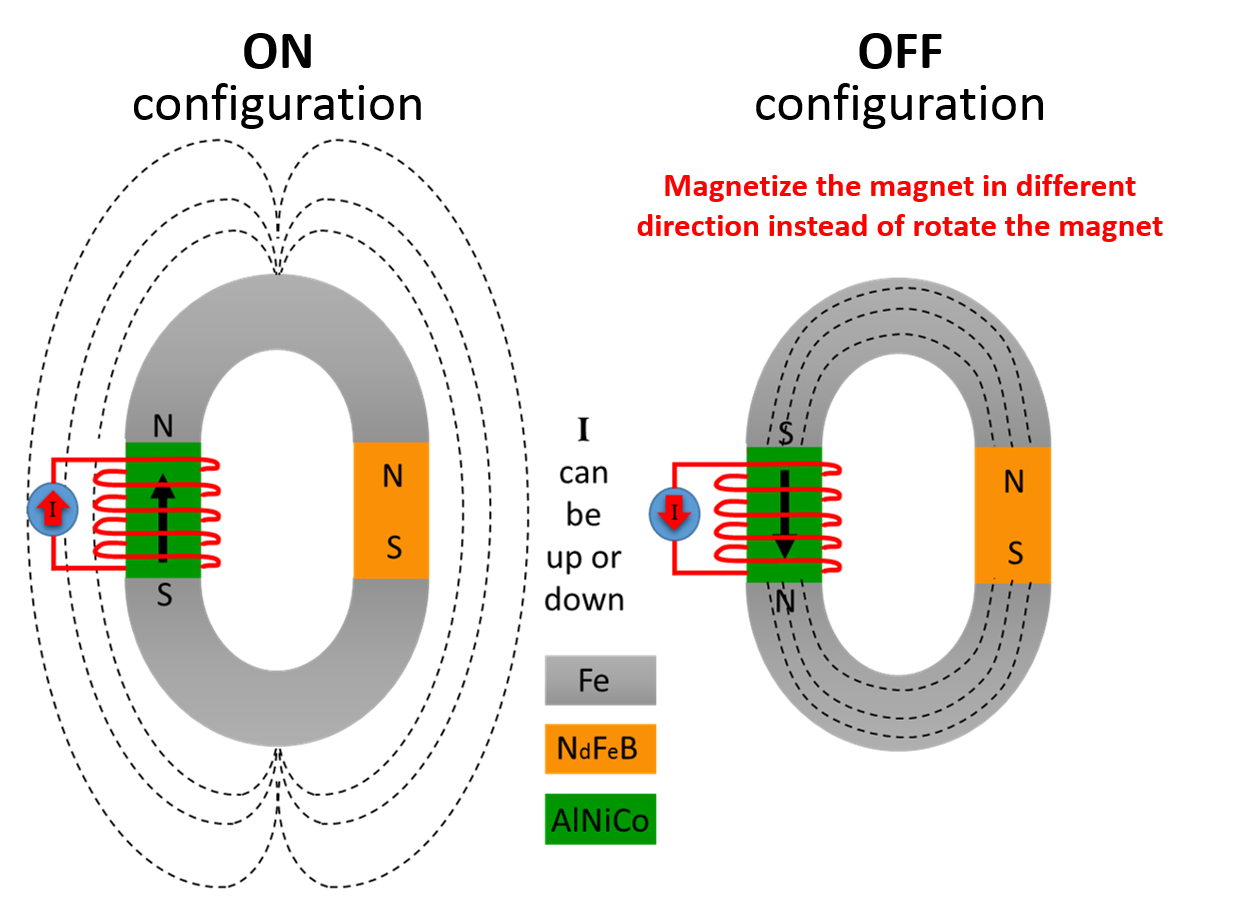
Principe van de elektropermanente magneet

Een elektro-permanente magneet is een speciale magneet waarvan het externe magnetische effect kan worden in- en uitgeschakeld met een stroompuls.
Een dergelijke magneet bestaat uit een elektromagneet met een kern van magnetisch halfhard materiaal en een permanente magneet (gemaakt van magnetisch hard materiaal). Als de halfharde kern gemagnetiseerd is in tegengestelde richting van de harde kern, verdwijnen de magnetische effecten naar buiten. Als de halfharde kern in dezelfde richting wordt gemagnetiseerd als de permanente magneet, is er een magnetisch effect naar buiten. Het is daarom een bistabiele magneet. Elektrische energie is alleen nodig om tussen de twee toestanden te schakelen.
Elektropermanente magneten spelen onder meer een belangrijke rol in het onderzoek naar modulaire minirobots.

## Weblinks
- Programmable Magnets with Zero Static Power Consumption Enable Smallest Modular Robots Yet